# 宝珠桥
宝珠桥为位于中国浙江省绍兴市越城区仓桥直街北端、光明路东端的一座东西向单孔七折边型石拱桥，长30米，宽3.95米，两侧分别沿25级和24级台阶而上，拱券采用纵联分节并列式，为绍兴现存同类石拱桥中桥拱最高的一座。该桥原名火珠桥，因其石料风化程度与同地区的宋代古桥类似，故可能初建于宋代以前，明嘉靖重修时易为今名，今桥为乾隆十四年（1749年）重修，在桥台西北侧存有此次重修碑刻。桥上置有龙门石七块，中部最大者刻有仙桃浮雕图案，两侧六块刻有云龙浮雕图案，桥东侧拱脚设有可供穿过的纤道，沿河纤道已不存。